# Jean Gaven
Jean Gaven (16 de enero de 1918 – 5 de mayo de 2014) fue un actor francés. Apareció en más se sesenta películas entre 1945 a 1996.

## Filmografía seleccionada
| Año  | Título                    | Papel | Notas |
| ---- | ------------------------- | ----- | ----- |
| 1983 | L'Été meurtrier           |       |       |
| 1978 | La Grande Cuisine         |       |       |
| 1977 | Madame Claude             |       |       |
| 1970 | Le Passager de la pluie   |       |       |
| 1965 | Piège pour Cendrillon     |       |       |
| 1959 | Du rififi chez les femmes |       |       |
| 1957 | Les Sorcières de Salem    |       |       |
| 1956 | La Loi des rues           |       |       |
| 1955 | Si tous les gars du monde |       |       |
| 1954 | Les pépées font la loi    |       |       |
| 1952 | Ils étaient cinq          |       |       |
| 1949 | Au grand balcon           |       |       |
| 1946 | Six heures à perdre       |       |       |